# Henrik Szántó

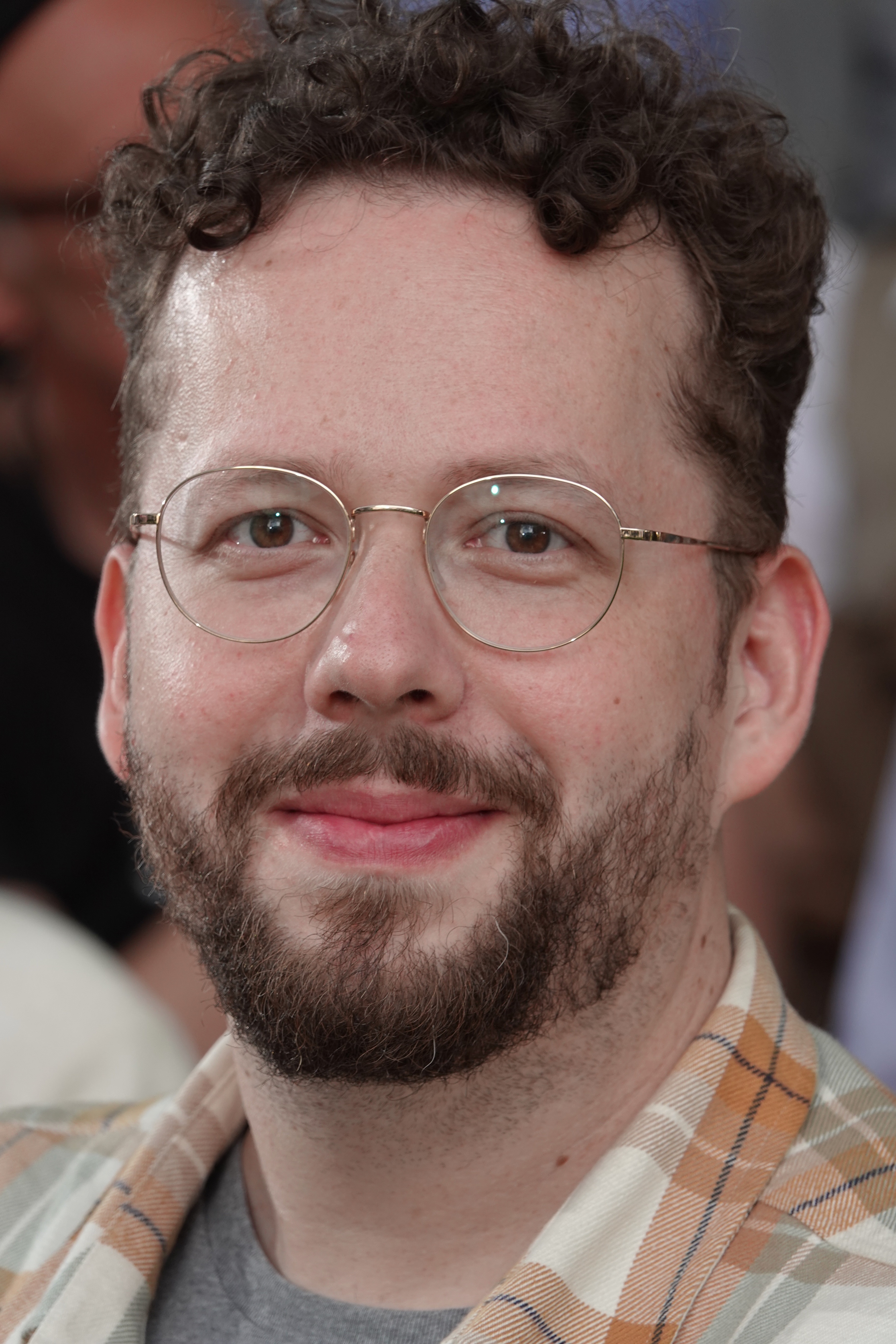
Henrik Szántó 2024

Henrik Szántó (* 23. August 1988 in Frankfurt am Main) ist ein finnisch-britischer Autor, Slam-Poet und Moderator.

## Leben
Szántós Vater stammt aus Ungarn, seine Mutter aus Finnland, geboren wurde er in Deutschland. Neben der finnischen hat er auch die britische Staatsbürgerschaft. Er selbst bezeichnete sich in einem Interview mit Der Standard als „Umstandsmischung“.
Seit 2012 ist Szántó im gesamten deutschsprachigen Raum als Slam-Poet und Spoken-Word-Künstler unterwegs. Häufig greifen seine Texte die Themen Mehrsprachigkeit, Sprache, Erinnerungskultur und seine Herkunft auf oder beschäftigen sich satirisch-kritisch mit aktuellen politischen Ereignissen. Szántó qualifizierte sich mehrfach für die nationalen Meisterschaften („Ö-Slam“) sowie für die deutschsprachigen Meisterschaften. Im Einzelwettbewerb erreichte er als beste Platzierung einen dritten Platz auf nationaler Ebene 2019 in Graz. 2020 wurde er Landesmeister von Wien, Niederösterreich und dem Burgenland. 2021 stand er in Nürnberg erstmals im Finale der deutschsprachigen Slam-Meisterschaften. 2015 gewann er den „Univie.Slam.Poetrie“-Contest im Rahmen eines Campus-Festivals anlässlich des 650-Jahre-Jubiläums der Universität Wien.
Gemeinsam mit Jonas Scheiner bildete er bis 2022 das Slam-Team „Kirmes Hanoi“ und nahm mit diesem ebenfalls an Meisterschaften teil. 2016 wurden sie beim Ö-Slam in Wien zum zweitbesten Team gekürt, bei den deutschsprachigen Meisterschaften 2016 (in Stuttgart) sowie 2017 (in Hannover) erreichten sie jeweils das Finale. 2018 gewannen Scheiner und Szántó den Team-Wettbewerb beim Ö-Slam in Klagenfurt. Im selben Jahr wurden sie bei den deutschsprachigen Meisterschaften in Zürich Vize-Meister. Auch 2019 in Berlin und 2020 in Düsseldorf (Dritter) erreichten sie das Finale. 2021 gewannen sie beim Ö-Slam in Linz sowie bei Niedersachsen-Bremen-Meisterschaften in Hannover den Team-Wettbewerb. Ebenfalls mit Jonas Scheiner arbeitete Szántó von 2015 bis 2016 am Videoblog-Projekt „Slamsenf“ für den ORF, für das er als Autor tätig war und auch selbst vor der Kamera agierte. Als Teil des Wiener Künstlerkollektivs FOMP moderierte er regelmäßig Literatur- und Kulturveranstaltungen, darunter das Finale der deutschsprachigen Slam-Meisterschaften 2022 im Wiener Burgtheater.
Auch als Workshop-Leiter für Kreatives Schreiben ist Szántó überregional aktiv.
2016 erschien Szántós Debütroman „Es glänzt und ist schön“ im Milena-Verlag. Er ist in diversen Anthologien sowie in einigen Ausgaben der Literaturzeitschrift & Radieschen mit Texten vertreten. 2021 erhielt er das H. C. Artmann-Stipendium sowie 2022 das Literaturstipendium des Landes Niedersachsen für seine Arbeit.
2018 erschien sein Buch „Es hat 18 Buchstaben und neun davon sind Ypsilons“. Der Buchtitel bezieht sich auf „Hyppytyynytyydytys“, ein finnisches Kunstwort, das die Freude bezeichnet, die man empfindet, wenn man auf Kissen herumspringt. Er wurde als Ungewöhnlichster Buchtitel des Jahres 2018 ausgezeichnet.
Er ist Gründungsmitglied der 2016 ins Leben gerufenen Wiener Lesebühne „Sinn & Seife“, zu deren Ensemble Yasmo, Mieze Medusa, Markus Köhle, Elias Hirschl, Fabian Navarro, Christopher Hütmannsberger und Jonas Scheiner gehören.
Auf Einladung von Mara Delius las Szántó beim Ingeborg-Bachmann-Preis 2024.
Szanto spricht Finnisch, Ungarisch, Englisch und Deutsch. Er lebt und arbeitet in Hannover.

## Veröffentlichungen (Auswahl)
- Es glänzt und ist schön. Milena Verlag, Wien 2016, ISBN 978-3-902950-76-5.
- Es hat 18 Buchstaben und neun davon sind Ypsilons. Lektora-Verlag, Paderborn 2018, ISBN 978-3-95461-126-3.
- Entscheidungen und die Äxte, mit denen wir sie fällen. Lektora, Paderborn 2021, ISBN 978-3-95461-186-7.
- mit Jonas Schreiner: An einem Ort, an dem es brennt. Lektora, Paderborn 2022, ISBN 978-3-95461-199-7 (Illustrationen von Anna Kohlweis).

als Herausgeber:
- Henrik Szántó, Anna-Lena Obermoser (Hrsg.): G'scheit goschert: Die österreichische U20 Poetry Slam Anthologie. Lektora, Paderborn 2019, ISBN 978-3-95461-144-7.
- Francesca Herr, Henrik Szántó (Hrsg.): 20.000 Zeilen unter dem Meer. Lektora, Paderborn 2022, ISBN 978-3-95461-237-6.